# René Lalique

René Lalique

René Jules Lalique (* 6. April 1860 in Ay in der Champagne; † 1. Mai 1945 in Paris) war Unternehmer, Firmengründer und einer der bekanntesten Schmuck- und Glaskünstler des Art Déco sowie des Art Nouveau, der französischen Ausprägung des Jugendstils.

## Biografie

### Kindheit, Jugend und Ausbildung
René Lalique wurde am 6. April 1860 in dem kleinen Dorf Ay in der Champagne als Sohn eines Handelsvertreters geboren. 1862 zog die Familie um in die Hauptstadtregion Paris.
1872 begann Lalique eine Zeichenausbildung bei dem Lehrer Jean-Marie Leguien im Collège Turgot. In den folgenden vier Jahren erlernte er auch Techniken der Schmuckkunst und setzte seine zeichnerische Ausbildung an der École des Arts Décoratifs in Paris fort. 1876 starb sein Vater. Im gleichen Jahr begann Lalique eine Lehrausbildung bei Louis Aucoc (1850–1932), einem angesehenen, exklusiv-luxuriösen Juwelier in Paris. Parallel dazu setzte er seine Ausbildung bei der École des Arts Décoratifs fort. 1878–1880 unternahm er einen zweijährigen Studienaufenthalt am Sydenham College in London. In diesen beiden Jahren entwickelte er seinen charakteristischen, an Naturformen orientierten Zeichenstil, der später auch seine Schmuckkunst prägen sollte.

### Der junge Künstler
Nach Paris zurückgekehrt, begann er seine berufliche Tätigkeit als Zeichner und Gestalter von Schmuckentwürfen für verschiedene Juweliere, teils in freier, teils in angestellter Tätigkeit. Seine völlig neuartigen Entwürfe fanden Abnehmer bei den ersten Adressen unter den Pariser Juwelieren, unter ihnen Cartier. 1884 gründete er gemeinsam mit dem Juwelier Varenne die Firma Lalique & Varenne. Seine Zeichnungen wurden auf der nationalen kunstgewerblichen Ausstellung, dem Salon National des Arts Industriels, im Louvre ausgestellt.
Gegen Ende 1885 übernahm Lalique eine bestehende kunstgewerbliche Werkstatt. Nun konnte er eigene Schmuckstücke fertigen. Entgegen der üblichen Auffassung maß er kostbaren Materialien wie Gold, Perlen und Edelsteinen eine eher geringe Bedeutung bei. Ihm war vor allem der Wert der künstlerischen Arbeit wichtig. Er bezog auch billige Materialien wie Email, Elfenbein, Horn, Halbedelsteine, gewöhnliche Steine und Glas in seine Arbeiten ein.
1886 heiratete er Marie-Louise Lambert. Aus der Verbindung ging eine Tochter, Georgette, hervor.
Trotz der einfachen Materialien fanden seine Schmuckstücke Anklang beim Publikum. 1889 wurden Arbeiten von ihm, ohne Nennung seines Namens, in das Sortiment des renommierten Juweliergeschäfts Vever et Boucheron aufgenommen. 1890 konnte er ein eigenes Geschäft in vornehmer Lage eröffnen.
Am 4. Mai 1892 wurde Suzanne, die Tochter aus seiner außerehelichen Verbindung mit Augustine-Alice Ledru, geboren. Suzanne heiratete 1917 den Fotografen Paul Haviland.
Ab 1893 waren Arbeiten von Lalique und aus Laliques Firma auf den wichtigen Ausstellungen präsent und gewannen immer wieder wichtige Preise. 1894 begann er, Bühnenschmuck für die Schauspielerin Sarah Bernhardt zu fertigen. Arbeiten von ihm wurden in Samuel Bings Geschäft L’Art Nouveau verkauft, dessen Name sich als Bezeichnung für die französische Ausprägung des Jugendstils einbürgerte.

### Ein Künstler des Jugendstils
Die Themen und Formen für seine Arbeit fand er in den Motiven des Jugendstils, seinen geschwungenen Formen und seinen Naturmotiven wie Vögeln, besonders Schwänen, und Pflanzen. Etwa ab 1895, als er nicht mehr darauf angewiesen war, die Pariser Juweliere zu beliefern, kam sein eigener, unkonventioneller Stil, auch als Medailleur, voll zum Ausdruck.
Am 1. September 1900 wurde Marc, das zweite Kind aus der Verbindung mit Augustine-Alice Ledru, geboren. 1902 heiratete Lalique Augustine-Alice. Im selben Jahr ließ er in Paris ein großes Haus bauen, das gleichzeitig als Wohnhaus, Werkstatt und Verkaufsausstellung diente.
1904 war seine Werkstatt auf der Weltausstellung in St. Louis (Louisiana Purchase Exposition) vertreten. Ab 1908 wandte er sich verstärkt der Glaskunst zu. Für den Parfümeur François Coty fertigte er erstmals Parfümflakons. Er mietete das Atelier für Glasarbeiten in Combs-la-Ville.
1909 starb seine Frau Augustine-Alice Lalique-Ledru. Im Dezember 1910 starb Georgette, die Tochter aus seiner ersten Ehe mit Marie-Louise Lambert.

### Erfolgreiche Jahre als Künstler und Unternehmer

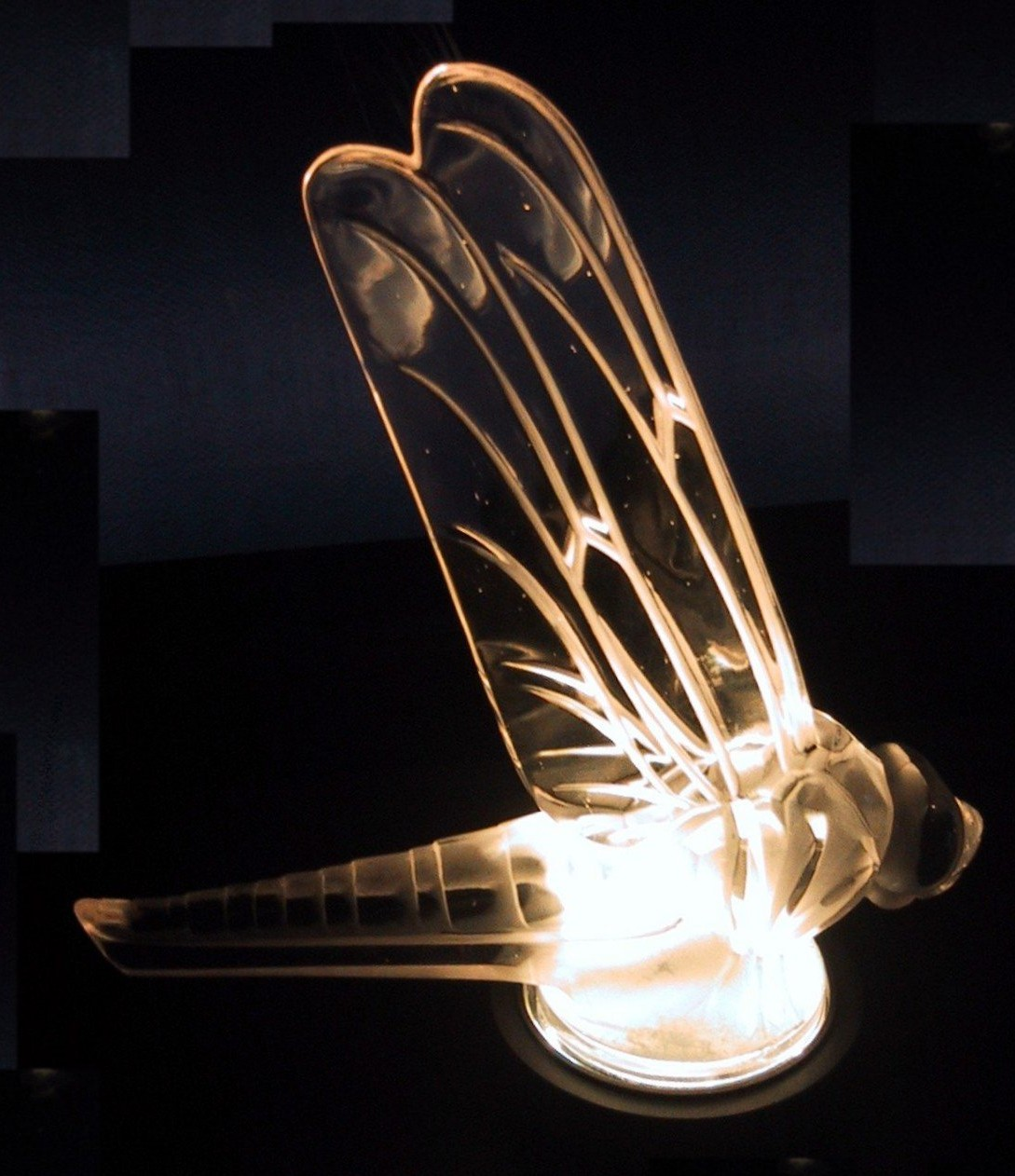
Beleuchtete Automobil-Kühlerfigur von René Lalique

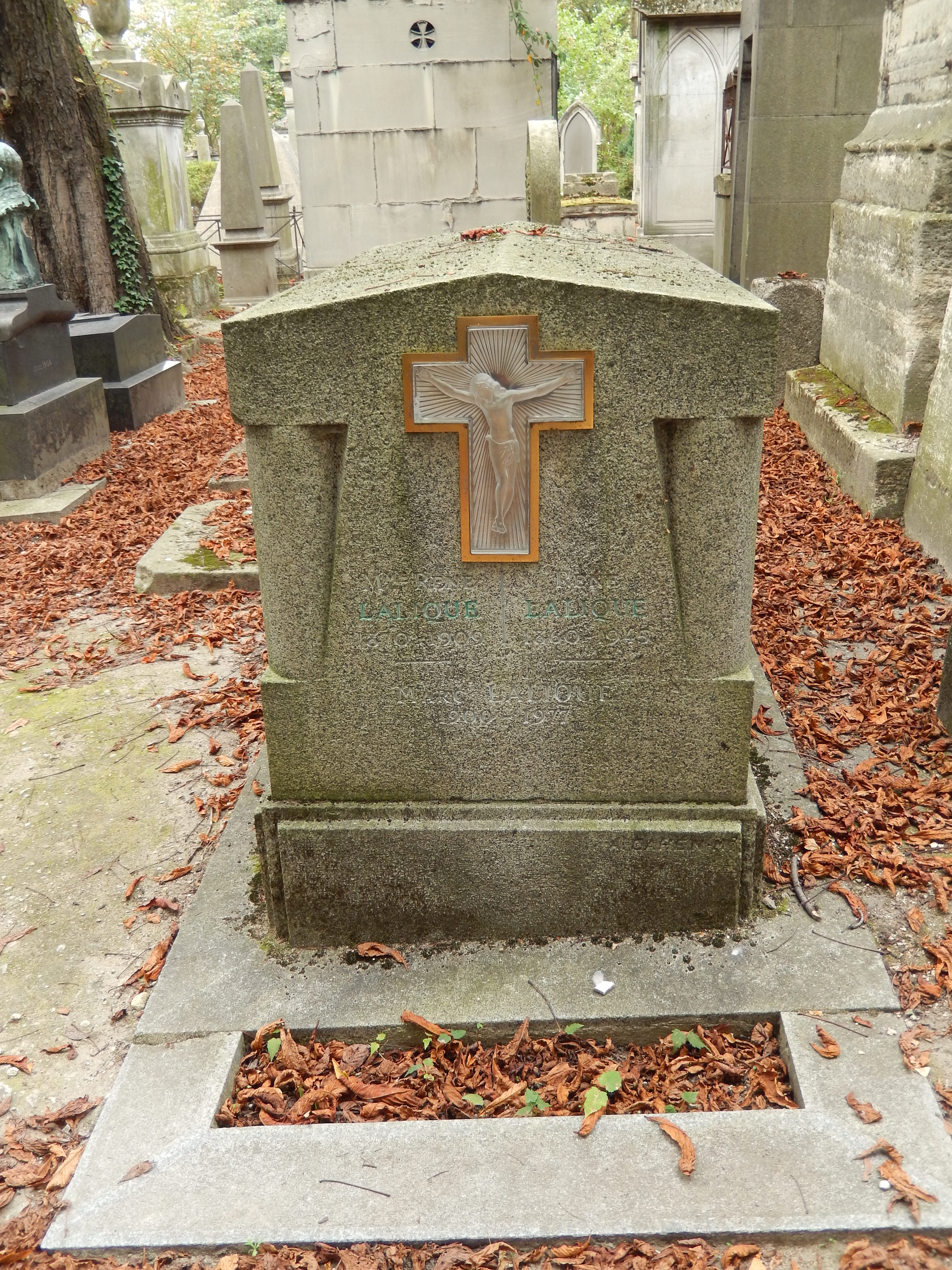
Grab Laliques auf dem Friedhof Père-Lachaise

1911, bei einer großen Verkaufsausstellung in Paris, präsentierte Lalique zum ersten Mal ausschließlich Arbeiten aus Glas. Ab diesem Zeitpunkt gab er die Schmuckkunst auf und widmete sich ganz der Glaskunst. Während des Ersten Weltkrieges ließ Lalique in seiner Werkstatt Combs-la-Ville Gebrauchsglas für die Medizin und für die pharmazeutische Industrie fertigen.
Nach dem Krieg wandte er sich wieder der kunsthandwerklichen Glasproduktion zu. 1921 eröffnete er eine weitere Fabrik in Wingen-sur-Moder, die auch heute noch Produktionsstandort des heutigen Unternehmens Lalique ist. Zu Beginn der 1920er Jahre war Laliques Firma an der Ausgestaltung des Orientexpress, des Côte d’Azur-Pullman-Express, weiterer Pullmanwagen für die Pullmanzüge der CIWL und der großen Ozean-Passagierschiffe Ile de France, Paris, Normandie und Grasse beteiligt, für die er Entwürfe und Fensterscheiben aus Pressglas mit dekorativen Mustern und Figuren herstellte.
Am 1. Mai 1925 wurde aus seiner Verbindung mit Marie Anère ein Sohn, Jean Raymond, geboren. Zwei Jahre später folgte eine Tochter, Renée Jeanne Georgette.
Auf der Kunstgewerbeausstellung von 1925 in Paris wurde erstmals die Bezeichnung Art Déco für jenen Stil verwendet, dem sich viele der seit 1920 von Lalique gefertigten Arbeiten und Produkte zuordnen lassen. Auf jener Ausstellung gestaltete Lalique den Pavillon der Porzellanfirma Sèvres. In den folgenden Jahren wirkte Lalique bei der Ausgestaltung bedeutender Kirchen, öffentlicher Bauten und Kaufhäuser mit. Darunter befanden sich die Kirche St. Nicaise in Reims, die Brunnen auf dem Platz Rond-Point des Champs-Elysées an den Champs-Élysées in Paris und die Portale des Palastes des Prinzen Asaka Yasuhiko in Tokio. Seine Firma entwarf und fertigte Kühlerfiguren für die Automarken Citroën, Bentley, Bugatti, Hispano-Suiza, Rolls-Royce und Voisin. Lalique-Vasen, -Flakons und -Glasfiguren waren rund um die Welt bekannt und begehrt. In der zweiten Hälfte der 1930er Jahre war Lalique auf dem Gipfel seines Erfolges als künstlerischer Unternehmer angelangt.
Werke von Lalique erzielen auf Auktionen Höchstpreise.

### Die Zeit nach 1939
1940 wurde Laliques Fabrik von der deutschen Besatzungsmacht in Beschlag genommen und musste schließen. Am 1. Mai 1945 starb René Lalique. Er liegt auf dem Friedhof Père-Lachaise in Paris begraben.
Seine Villa René Lalique in Wingen-sur-Moder wird heute als 5-Sterne-Hotel genutzt; in dem zugehörigen Restaurant kocht seit 2017 Paul Stradner.

## Auszeichnungen
- 1897: Ritter der französischen Ehrenlegion
- 1900: Offizier der französischen Ehrenlegion

## Museen
- Musée Lalique, Wingen sur Moder
- Schmuckmuseum Pforzheim
- Museum für Kunst und Gewerbe, Hamburg
- Museu Calouste Gulbenkian, Lissabon
- Lalique Museum, Hakone
- Lalique Museum, Doesburg, Niederlande